# オレスティス・キオムルツォグル
オレスティス・キオムルツォグル（Orestis Kiomourtzoglou、1998年5月7日 - ）は、ドイツ・ミュンヘン出身のサッカー選手。ハート・オブ・ミドロシアンFC所属。ポジションはMF。